# Andranik Teymourian
Andranik Teymourian (persan : آندرانيک تيموريان, arménien : Անդրանիկ Թէյմուրեան), né le 6 mars 1983, est un footballeur international iranien appartenant à la communauté des Arméniens d'Iran. Il joue au poste de milieu défensif avec le Machine Sazi (en). Lors du mondial 2014, il était le seul joueur chrétien de l'équipe d'Iran et reste à ce jour le seul chrétien à avoir été capitaine de l'équipe d'Iran (il porta le brassard à sept reprises entre 2014 et 2016).
Son surnom est Ando, son numéro fétiche est le 14 et son frère aîné Serjik Teymourian (en), passé notamment par le 1. FSV Mayence 05, était lui aussi footballeur.

## Carrière

### En club

#### Début de carrière
Andranik est né à Téhéran, en Iran, de parents arméniens iraniens. Il a commencé avec Oghab F.C. dans la Azadegan League d'Iran, et a poursuivi sa carrière professionnelle en jouant pour F.C. Aboomoslem dans la Ligue Premier Iranienne. Lors de la saison 2005–06, Andranik a disputé 26 matchs pour F.C. Aboomoslem et a marqué un but.

#### Bolton Wanderers
Fin août 2006, il a signé un contrat de deux ans avec le club de la FA Premier League, Bolton Wanderers, pour un montant non divulgué, après avoir obtenu un permis de travail. Il a marqué ses deux premiers buts pour Bolton Wanderers au troisième tour de la FA Cup lors d'une victoire 4-0 contre Doncaster Rovers le 6 janvier 2007, lors de seulement sa troisième apparition. Andranik a ensuite fait ses débuts complets en Premier League contre Fulham le 11 février 2007. Ses deux premiers buts en championnat ont été marqués lors d'une performance de l'homme du match contre les rivaux locaux Wigan Athletic le 7 avril 2007,.

#### Fulham
Le 12 juin 2008, Andranik a signé un contrat de deux ans avec Fulham après son déménagement en transfert libre. Il a fait ses débuts pour Fulham contre Arsenal, où il a contribué à une victoire 1-0. Le 2 février 2009, il a été prêté à Barnsley du Championnat de Football jusqu'à la fin de la saison. Il a ensuite déclaré qu'il voulait rester avec Fulham pour la saison 2009–10. Le 1er juillet 2010, Fulham a annoncé qu'Andranik avait été libéré de son contrat avec le club.
En juillet 2010, Teymourian a été nommé dans l'équipe de Blackburn Rovers pour affronter Southport FC lors d'un match amical de pré-saison.
Le 22 juillet 2010, Teymourian a entamé des discussions avec Sheffield United après avoir refusé une tournée en Australie avec Blackburn Rovers. L'entraîneur des Blades, Gary Speed, aurait recommandé Teymourian à l'entraîneur en chef des Blades, Kevin Blackwell, car Speed et Teymourian avaient joué ensemble à Bolton Wanderers. Teymourian a entamé des discussions avec Blackburn Rovers pour un accord afin de rester avec le club de la Premier League, éventuellement sous contrat à court terme. Le transfert a échoué car il a été refusé un permis de travail.

#### Tractor
Le 19 septembre 2010, Teymourian est retourné en Iran pour rejoindre le club basé à Tabriz, Tractor, mettant ainsi fin à sa carrière en Angleterre,.

#### Esteghlal

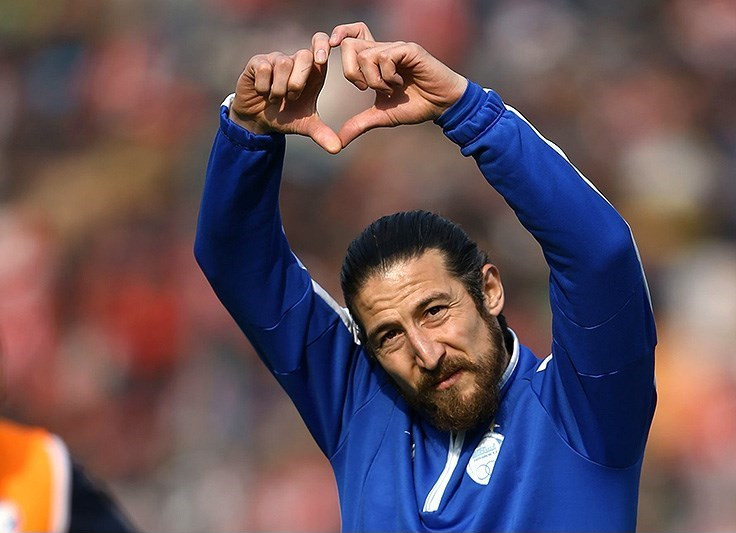
Teymourian jouant pour Esteghlal dans le derby de Téhéran

Il a été confirmé mi-juillet 2011 que Teymourian avait signé un contrat avec le club de Téhéran et de la Ligue Premier Iranienne, Esteghlal. Il a fait ses débuts pour le club contre Sepahan. Le 9 novembre 2011, il a été nommé l'un des dix finalistes pour le Joueur asiatique de l'année. Il a remporté la Coupe Hazfi lors de sa première saison.

#### Al Kharaitiyat
Teymourian a signé un contrat d'un an avec le club qatarien Al Kharaitiyat SC d'une valeur de 1,8 million de dollars. Après l'expiration de son contrat le 1er juillet 2013, il a quitté le club.

#### Retour à Esteghlal
Le 18 juillet 2013, Teymourian est revenu à Esteghlal après avoir signé un contrat de trois ans avec le club,. Il a fait ses débuts dans une défaite 2-1 contre Sepahan. Il a marqué un but de 40 yards lors d'un match contre Buriram United que Esteghlal a remporté 2-1. Teymourian s'est fracturé le bras et a été absent des terrains pendant un mois. Il est revenu sur les terrains lors des deux derniers matchs de la saison de la ligue, où Esteghlal a terminé à la cinquième place et a manqué la Ligue des champions de l'année suivante.
Le 2 août 2014, Teymourian a été nommé meilleur joueur de la saison 2013-14 lors de la cérémonie annuelle de remise des prix.

#### Retour à Tractor
Le 27 décembre 2014, Teymourian est revenu à Tractor avec un contrat de 18 mois. Il a marqué un coup franc lors de ses débuts lors d'un match contre Saba Qom.

#### Umm Salal
Le 13 juillet 2015, Teymourian a signé avec le club qatarien Umm Salal. Il a quitté le club à mi-saison en janvier 2016 après un désaccord avec l'entraîneur-chef, Bülent Uygun, et seulement 14 apparitions.

#### Saipa
Le 19 janvier 2016, Teymourian a signé un contrat de six mois avec Saipa, après avoir été précédemment lié au club basé à Téhéran, Esteghlal, et à Buriram United en Thaïlande,. Une blessure l'a contraint à ne jouer que quatre matchs pour le club avant de partir en juillet 2016.

#### Machine Sazi
En juillet 2016, Teymourian est revenu à Tabriz et a signé un contrat d'un an avec le club récemment promu en Ligue Pro du Golfe Persique, Machine Sazi.
Juniors
- 1998-2000 : F.C. Ararat Tehran (en) -  Iran
- 2000-2001 : Keshavarz F.C. (en) -  Iran
- 2001-2003 : Esteghlal Téhéran -  Iran

Seniors
- 2003-2004 : Oghab Téhéran -  Iran
- 2004-2006 : AbooMoslem Mechhed -  Iran
- 2006-2008 : Bolton Wanderers -  Angleterre
- 2008-2010 : Fulham -  Angleterre
  - fév. 2009-2009 : Barnsley -  Angleterre (prêt)
- 2010-2011 : Teraktor Sazi –  Iran
- 2011-2012 : Esteghlal Téhéran - Iran
- 2012-2013 : Al Kharitiyath SC -  Qatar
- 2013-2014 : Esteghlal Téhéran - Iran
- 2015 : Teraktor Sazi –  Iran
- 2015-2016 : Umm Salal -  Qatar
- 2016 : Saipa Karaj –  Iran
- 2016-2017 : Machine Sazi (en) –  Iran
- 2017 : Naft Téhéran –  Iran
- 2017-2018 : Gostaresh Foolad –  Iran
- 2018 : Machine Sazi (en) –  Iran

### En équipe nationale
Il a joué avec l'équipe d'Iran des moins de 23 ans en 2005, puis obtint sa première cape le 24 août 2005.
Teymourian a participé à la coupe du monde 2006 et 2014 avec l'équipe d'Iran.